# Come Fly with Me (album Michael Bublé)
Come Fly with Me è il primo album dal vivo del cantante canadese Michael Bublé, pubblicato nel 2004.

## Tracce
CD
1. Nice 'n Easy – 3:02
2. Can't Help Falling In Love (Live) – 3:49
3. My Funny Valentine (Live) – 5:03
4. Mack the Knife (Live) – 3:23
5. Fever (Live) – 4:06
6. You'll Never Know (Live) – 4:28
7. For Once in My Life (Live) – 2:43
8. Moondance (Live) – 3:53

DVD
1. Come Fly With Me
2. For Once In My Life
3. You'll Never Know
4. Kissing A Fool
5. Sway
6. Mack The Knife
7. That's All
8. Fever
9. How Do You Mend A Broken Heart
10. The Way You Look Tonight
11. Moondance
12. My Funny Valentine